# Olympische Sommerspiele 1984/Leichtathletik – 100 m Hürden (Frauen)

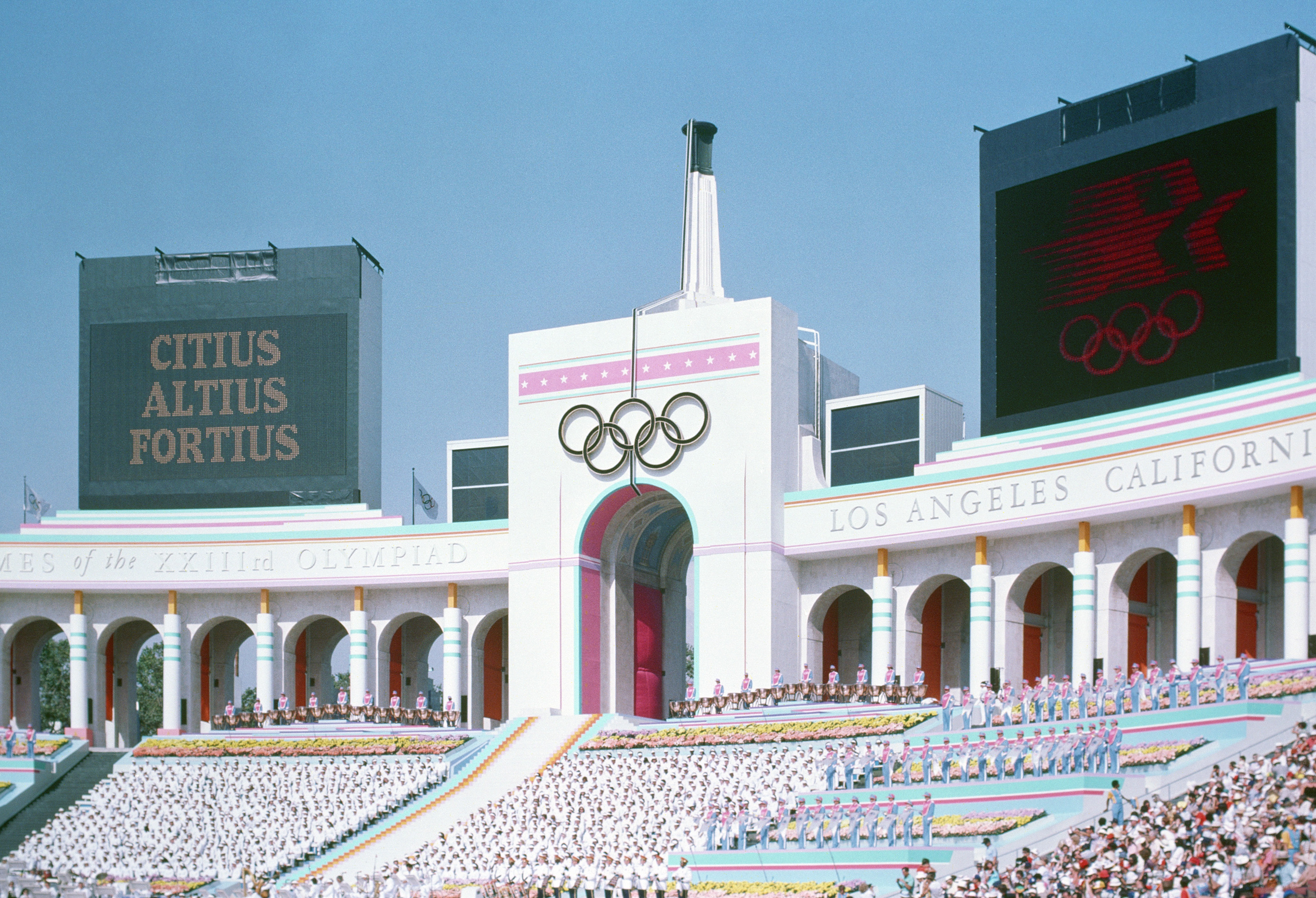
Blick auf des Eingangstor des Los Angeles Memorial Coliseum

Der 100-Meter-Hürdenlauf der Frauen bei den Olympischen Spielen 1984 in Los Angeles wurde am 9. und 10. August 1984 im Los Angeles Memorial Coliseum ausgetragen. 22 Athletinnen nahmen teil.
Olympiasiegerin wurde die US-Amerikanerin Benita Fitzgerald-Brown, die vor der Britin Shirley Strong gewann. Die Bronzemedaille wurde gleich an zwei Athletinnen vergeben, die zeitgleich ins Ziel kamen: Michèle Chardonnet aus Frankreich und Kim Turner aus den USA.
Für die Bundesrepublik Deutschland starteten Ulrike Denk und Edith Oker. Oker schied im Halbfinale aus. Denk erreichte das Finale und wurde Siebte.
Läuferinnen aus der Schweiz, Österreich und Liechtenstein nahmen nicht teil. Athletinnen aus der DDR waren wegen des Olympiaboykotts ebenfalls nicht dabei.

## Aktuelle Titelträgerinnen
| Olympiasiegerin 1980                      | Wera Komissowa ( Sowjetunion)    | 12,56 s | Moskau 1980   |
| Weltmeisterin 1983                        | Bettine Jahn ( DDR)              | 12,35 s | Helsinki 1983 |
| Europameisterin 1982                      | Lucyna Kałek ( Polen)            | 12,45 s | Athen 1982    |
| Panamerikanische Meisterin 1983           | Benita Fitzgerald-Brown ( USA)   | 13,16 s | Caracas 1983  |
| Zentralamerika und Karibik-Meisterin 1983 | Grisel Machado ( Kuba)           | 13,64 s | Havanna 1983  |
| Südamerika-Meisterin 1983                 | Beatriz Capotosto ( Argentinien) | 13,2 s  | Santa Fe 1983 |
| Asienmeisterin 1983                       | Emi Akimoto ( Japan)             | 13,63 s | Kuwait 1983   |
| Afrikameisterin 1982                      | Nawal El Moutawakel ( Marokko)   | 13,8 s  | Kairo 1982    |

## Bestehende Rekorde
| Weltrekord         | 12,36 s | Grażyna Rabsztyn ( Polen)     | Warschau, Polen                                | 13. Juni 1980 |
| Olympischer Rekord | 12,56 s | Wera Komissowa ( Sowjetunion) | Finale OS Moskau, Sowjetunion (heute Russland) | 28. Juli 1980 |

Der bestehende olympische Rekord wurde bei diesen Spielen nicht erreicht. Die schnellste Zeit erzielte die spätere Olympiazweite Shirley Strong aus Großbritannien, deren 12,66 s im zweiten Vorlauf allerdings von einem Rückenwind unterstützt wurde, der um 0,8 m/s über dem für die Aufnahme in Bestenlisten zulässigen Wert lagen. Die schnellste reguläre Zeit lief die US-amerikanische Olympiasiegerin Benita Fitzgerald-Brown mit 12,84 s im Finale bei einem Gegenwind von 0,7 m/s. Dieser Wert lag 28 Hundertstelsekunden über dem Olympia- und 48 Hundertstelsekunden über dem Weltrekord.

## Vorrunde
Datum: 9. August 1984
Die 22 Teilnehmerinnen in vier Vorläufe gelost. Für das Halbfinale qualifizierten sich pro Lauf die ersten drei Athletinnen. Darüber hinaus kamen die vier Zeitschnellsten, die sogenannten Lucky Loser, weiter. Die direkt qualifizierten Athletinnen sind hellblau, die Lucky Loser hellgrün unterlegt.
Mit windunterstützten 12,66 s lief die Britin Shirley Strong in Lauf zwei die schnellste Vorlaufzeit. Die langsamste Zeit, mit der sich eine Athletin direkt für das Halbfinale qualifizieren konnte, betrug 13,72 s, erzielt von Kanadierin Sue Kameli in Lauf vier. Schnellste nicht qualifizierte Hürdensprinterin war die Kanadierin Karen Nelson mit 13,72 s aus Lauf eins.

### Vorlauf 1
Wind: −1,3 m/s, Temperatur: 27 °C
| Platz | Name                    | Nation          | Zeit    |
| ----- | ----------------------- | --------------- | ------- |
| 1     | Benita Fitzgerald-Brown | USA             | 13,13 s |
| 2     | Michèle Chardonnet      | Frankreich      | 13,32 s |
| 3     | Sharon Danville         | Großbritannien  | 13,46 s |
| 4     | Cécile Ngambi           | Kamerun         | 13,54 s |
| 5     | Karen Nelson            | Kanada          | 13,77 s |
| 6     | Barbara Ingiro          | Papua-Neuguinea | 15,39 s |

### Vorlauf 2
Wind: +2,8 m/s, Temperatur: 27 °C
| Platz | Name                      | Nation              | Zeit    |
| ----- | ------------------------- | ------------------- | ------- |
| 1     | Shirley Strong            | Großbritannien      | 12,66 s |
| 2     | Edith Oker                | BR Deutschland      | 13,14 s |
| 3     | Glynis Nunn               | Australien          | 13,29 s |
| 4     | Sophia Hunter             | Jamaika             | 13,44 s |
| 5     | Liu Huajin                | Volksrepublik China | 13,64 s |
| 6     | Elissavet Pantazi         | Griechenland        | 14,20 s |
| DNS   | Esmeralda de Jesus Garcia | Brasilien           |         |

### Vorlauf 3
Wind: −1,2 m/s, Temperatur: 27 °C
| Platz | Name                     | Nation         | Zeit    |
| ----- | ------------------------ | -------------- | ------- |
| 1     | Ulrike Denk              | BR Deutschland | 13,32 s |
| 2     | Kim Turner               | USA            | 13,33 s |
| 3     | Marie-Noëlle Savigny     | Frankreich     | 13,36 s |
| 4     | Sylvia Malgadey-Forgrave | Kanada         | 13,47 s |
| 5     | Semra Aksu               | Türkei         | 13,96 s |
| DNS   | Miriama Tuisorisori      | Fidschi        |         |

### Vorlauf 4
Wind: −0,7 m/s, Temperatur: 27 °C
| Platz | Name                      | Nation      | Zeit    |
| ----- | ------------------------- | ----------- | ------- |
| 1     | Pam Page                  | USA         | 13,32 s |
| 2     | Maria Usifo               | Nigeria     | 13,54 s |
| 3     | Sue Kameli                | Kanada      | 13,72 s |
| 4     | Beatriz Capotosto         | Argentinien | 13,90 s |
| 5     | Laurence Elloy            | Frankreich  | 13,98 s |
| DNS   | Christa Schumann-Lottmann | Guatemala   |         |

## Halbfinale
Datum: 10. August 1984
In den beiden Halbfinalläufen qualifizierten sich jeweils die ersten Vier (hellblau unterlegt) für das Finale.
Die schnellste Halbfinalzeit erzielte Benita Fitzgerald-Brown, USA, in Lauf zwei mit 12,96 s.

### Lauf 1
Wind: −0,2 m/s, Temperatur: 28 °C
| Platz | Name                     | Nation         | Zeit    |
| ----- | ------------------------ | -------------- | ------- |
| 1     | Kim Turner               | USA            | 13,11 s |
| 2     | Shirley Strong           | Großbritannien | 13,16 s |
| 3     | Marie-Noëlle Savigny     | Frankreich     | 13,30 s |
| 4     | Pam Page                 | USA            | 13,36 s |
| 5     | Edith Oker               | BR Deutschland | 13,37 s |
| 6     | Sylvia Malgadey-Forgrave | Kanada         | 13,42 s |
| 7     | Cécile Ngambi            | Kamerun        | 13,70 s |
| 8     | Sophia Hunter            | Jamaika        | 13,84 s |

### Lauf 2
Wind: +1,2 m/s, Temperatur: 28 °C
| Platz | Name                    | Nation              | Zeit    |
| ----- | ----------------------- | ------------------- | ------- |
| 1     | Benita Fitzgerald-Brown | USA                 | 12,96 s |
| 2     | Michèle Chardonnet      | Frankreich          | 13,09 s |
| 3     | Glynis Nunn             | Australien          | 13,14 s |
| 4     | Ulrike Denk             | BR Deutschland      | 13,20 s |
| 5     | Sharon Danville         | Großbritannien      | 13,35 s |
| 6     | Maria Usifo             | Nigeria             | 13,52 s |
| 7     | Liu Huajin              | Volksrepublik China | 13,57 s |
| 8     | Sue Kameli              | Kanada              | 13,65 s |

## Finale
Datum: 10. August 1984

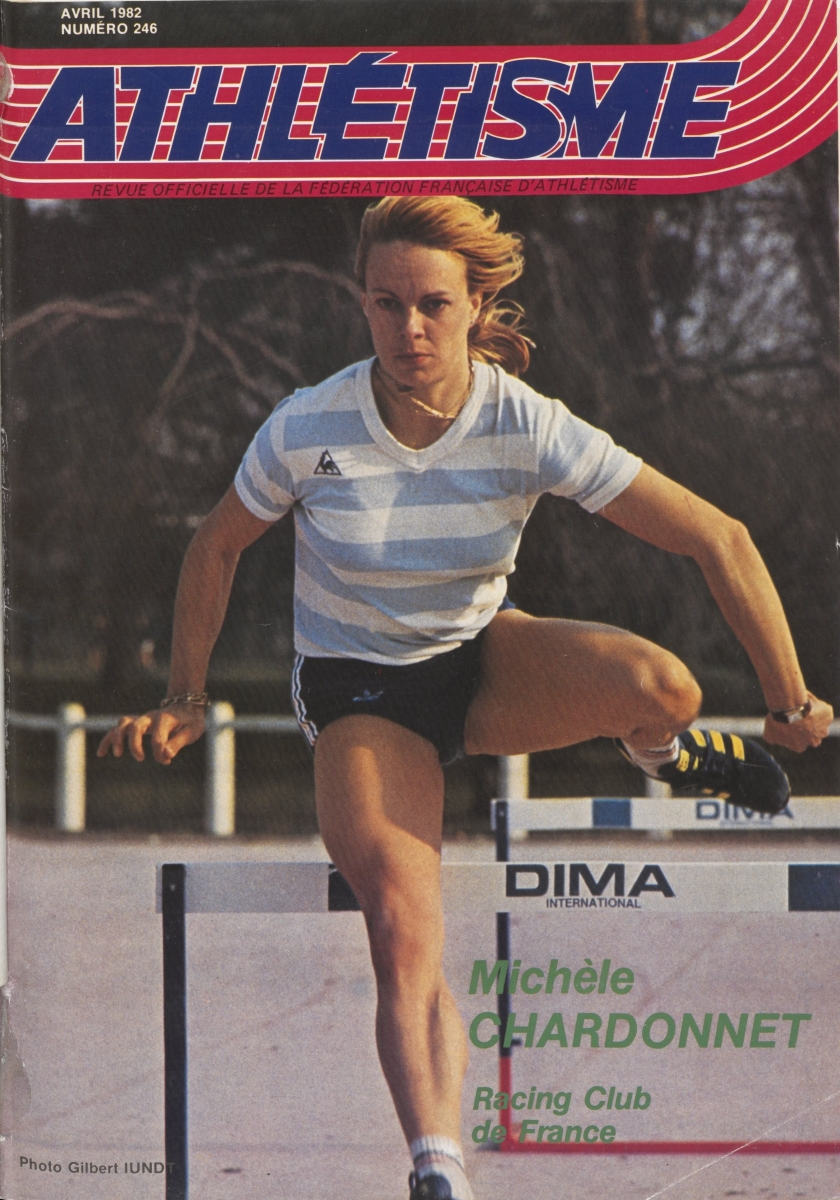
Michèle Chardonnet war eine von
zwei Bronzemedaillengewinnerinnen
in diesem Finale

Wind: −0,7 m/s, Temperatur: 24 °C
| Platz | Name                    | Nation         | Zeit    |
| ----- | ----------------------- | -------------- | ------- |
| 1     | Benita Fitzgerald-Brown | USA            | 12,84 s |
| 2     | Shirley Strong          | Großbritannien | 12,86 s |
| 3     | Michèle Chardonnet      | Frankreich     | 13,06 s |
| 3     | Kim Turner              | USA            | 13,06 s |
| 5     | Glynis Nunn             | Australien     | 13,20 s |
| 6     | Marie-Noëlle Savigny    | Frankreich     | 13,28 s |
| 7     | Ulrike Denk             | BR Deutschland | 13,32 s |
| 8     | Pam Page                | USA            | 13,40 s |

Für das Finale hatten sich alle drei US-Amerikanerinnen und zwei Französinnen qualifiziert. Hinzu kamen jeweils eine Läuferin aus der Bundesrepublik Deutschland, Australien und Großbritannien.
Der Olympiaboykott verhinderte den Start der auf den vorderen acht Plätzen der Weltrangliste 1984 liegenden Athletinnen, die allesamt aus der DDR und Osteuropa stammten. Auch bei den Weltmeisterschaften des letzten Jahres hatten diese Läuferinnen die dominierende Rolle gespielt. Sie hatten die Plätze eins bis vier sowie sechs und sieben belegt. Das schmälerte den Wettbewerb bei den Spielen in Los Angeles natürlich beträchtlich. Als Favoritin galt vor allem die britische WM-Fünfte Shirley Strong. Die vermeintlich stärkste US-Läuferin Stephanie Hightower hatte sich bei den US-Olympiaausscheidungen als Vierte überraschend nicht qualifizieren können. Strongs Hauptkonkurrentinnen wurden in der US-Amerikanerin Benita Fitzgerald-Brown und der Australierin Glynis Nunn gesehen.
Im Finale führte Ulrike Denk aus der Bundesrepublik das Feld nach dem Start an. Die US-Läuferin Kim Turner und Strong lagen dicht hinter ihr. Zur Mitte des Rennens setzte sich Strong an die Spitze, hinter ihr Fitzgerald-Brown und Turner. An der neunten Hürde ging Fitzgerald-Brown an der Britin vorbei und gewann das Rennen knapp vor Strong. So war Benita Fitzgerald-Brown Olympiasiegerin und Shirley Strong errang zwei Hundertstelsekunden hinter ihr die Silbermedaille. Kim Turner ging zeitgleich mit der Französin Michèle Chardonnet als Dritte ins Ziel. Ulrike Denk wurde Siebte hinter Glynis Nunn und Marie-Noëlle Savigny aus Frankreich. Den achten Platz belegte die dritte US-Amerikanerin Pam Page. Nur zwei Läuferinnen unterboten die 13-Sekunden-Marke. Bei den Weltmeisterschaften im Jahr zuvor war dies allen acht Finalteilnehmerinnen gelungen.
Beding durch den Olympiaboykott gab es erstmals keine Medaille für Athletinnen aus Osteuropa bzw. der DDR, die bislang alle neun Medaillen in dieser Disziplin gewonnen hatten.

## Video
- 1984 Los Angeles Olympics 100m hurdles Shirley Strong, youtube.com, abgerufen am 14. Januar 2018